# Myrmecocichla
Myrmecocichla és un gènere d'ocells de la família dels muscicàpids (Muscicapidae).

## Taxonomia
Segons la Classificació del Congrés Ornitològic Internacional (versió 12.1, 2022) aquest gènere està format per 8 espècies:
- Myrmecocichla aethiops - Còlit formiguer septentrional.
- Myrmecocichla arnotti - Còlit formiguer d'Arnott.
- Myrmecocichla collaris.
- Myrmecocichla formicivora - Còlit formiguer meridional.
- Myrmecocichla melaena - Còlit formiguer de Rüppell.
- Myrmecocichla monticola - Còlit formiguer muntanyenc.
- Myrmecocichla nigra - Còlit formiguer negre.
- Myrmecocichla tholloni - Còlit formiguer del Congo.